# Maria Teresa Nuzzo
Maria Teresa Nuzzo (Valletta, Malta, 11. svibnja 1851. – Hamrun, Malta, 17. travnja 1923.) bila je rimokatolička redovnica, osnivačica vjerskog instituta Kćeri Presvetog Srca.
Maria Teresa Nuzzo rođena je u katoličkoj obitelji, kao drugo dijete, koje su rodili Paul i Louisa Morrocchi Nuzzo. Njezin stariji brat umro je od kolere. 
U ranim godinama Marije Terese obrazovanje na Malti nije bilo obvezno. Rijetki su si mogli priuštiti slanje djece u školu. Većina djece radila je da bi zaradila novac, kako bi pomogla svojim obiteljima. Međutim, Maria Teresa imala je sreću, da stekne obrazovanje. Talentirana glazbom, rano se zainteresirala za djecu i njihovu dobrobit. 1867. godine, u dobi od šesnaest godina, Maria Teresa postala je odgovorna za školu koju je vodila njezina teta, koja je postala slijepa i koja je umrla 4. ožujka 1867.
Iako je Maria Teresa počela osjećati želju za prihvaćanjem vjerskog života, osjećala je odgovornost za svoje roditelje – otac je imao sedamdeset godina i bio je bolestan te za školu pod njenom skrbi. U dobi od 21 godine razmatrala je mogućnost polaganja privatnih zavjeta siromaštva, čednosti i poslušnosti kao laik. Konzultirala se sa svojim duhovnikom mons. Pietrom Paceom, koji ju je potaknuo da položi zavjete na blagdan svete Terezije Avilske. Dana, 21. listopada 1874. položila ih je privatno po rukama mons. Pietra Pacea. 
Maria Teresa nastavila je osjećati nadahnuće, da uđe u samostan i štoviše pridruži se klauzurnim redovnicama. Godine 1880. to je rekla svom duhovniku, koji joj je izravno rekao: "Nisi prikladan za klaustar". Tako se njezin život nastavio vrtjeti oko škole, te katehetske i pastoralne skrbi nakon školskih sati. 
Maria Teresa počela se nadati uspostavi vjerske kongregacije, koja će pomno slijediti Krista i biti posvećena karitativnoj službi obrazovanja i socijalnog rada. Unatoč nedostatku financija, Maria Teresa pouzdala se u Božju providnost i nakon duge borbe uspjela je ostvariti svoje snove. Rođak Enrico Nuzzo želio je financijski pomoći u obrazovanju, posebno djevojkama pa je 1902. godine započela gradnja, a Kongregacija kćeri Presvetog Srca službeno je osnovana 21. studenoga 1903. godine.
Danas su Kćeri Presvetog Srca prisutne na: Malti, u Indiji, Libiji, Keniji, Tanzaniji, Filipinima i Sjedinjenim Američkim Državama.